# TWiki
TWiki er en struktureret Wiki som typisk bliver brugt til at drive et projektudviklingsområde, et dokumenthåndteringssystem, en vidensdatabase eller mange andre typer gruppeværktøj på et intranet eller på internettet.
Der samarbejdes om webindhold ved simpel brug af en browser. 
Brugere uden programmeringsfærdigheder kan skabe simple webapplikationer. Udviklere kan udvide funktionaliteten af TWiki ved hjælp af plug-ins.
TWiki gør det muligt at lave simple form-baserede webapplikationer uden programmering, og muliggør findelt adgangskontrol til indholdet.
Derudover indeholder TWiki også ting som variabler, transklusion (sider i TWiki kan helt eller delvis inkluderes i andre), e-mail notifikation, indlejrede søgninger, server-side includes, understøttelse af vedhæftede filer og et plug-in API der indtil videre bruges af 210 plug-ins.
De tilbudte plug-ins giver bl.a. mulighed for at linke til databaser, skabe grafer, mærke (tagge) indhold, sortere tabeller, lave regneark, oprette slideshows, tegne tegninger, skrive blogs, interface til mange forskellige brugerauthentikations-systemer, lave opfølgning på Extreme Programming projekter og så videre.
TWiki er skrevet i Perl og er gratis og åben software under GPL.
TWiki er fuldt "skinbar" i både skabeloner, temaer og css, og kan bruges til at skabe Wiki websteder med et moderne look. Der er support for I18N, med support for UTF-8 både i URL'er og indhold.
Brugerinterfacet er blevet oversat til adskillige sprog, herunder kinesisk, dansk, hollandsk, fransk, tysk, portugisisk, spansk, italiensk og polsk.
TWiki kan downloades som en virtual appliance.

## Væsentlige egenskaber
- Versionskontrol – enhver ændring lavet til en side kan følges (bruger Revision Control System)
- WYSIWYG editor
- Fleksibilitet
- Findelt adgangskontrol per brugere eller grupper (roller)
- Dynamisk indholdsgenerering ved hjælp af TWiki variabler
- Ingen database nødvendig (indhold gemmes som tekst-filer)
- Hundredvis af plug-ins
- Struktureret information kan udnyttes ved hjælp af formularer

## Større steder der benytter TWiki
- TWikis officielle site
- BEAs developer to developer site
- java.net community Arkiveret 26. december 2007 hos  Wayback Machine
- IntelliJ Community Wiki site

## Eksterne links
- TWikis officielle site
- Liste over TWiki installationer Arkiveret 16. juli 2006 hos  Wayback Machine
- Den danske pressemeddelelse i anledning af udgivelsen af version 4.0 Arkiveret 18. maj 2008 hos  Wayback Machine